# 净住寺 (北京市朝阳区)
净住寺是北京市朝阳区净住胡同的一座藏传佛教格鲁派寺院。现已无存。

## 历史
净住寺在朝阳门东郭迤南的净住胡同。释妙舟《蒙藏佛教史》载，清朝顺治二年（1645年）“因明故刹，别加缮葺而创构。”康熙六十年（1721年），“外藩蒙古王公、台吉等范无量寿佛像，供奉后殿，恭祝圣祖鸿釐，特赐御书寺额，日久颓圮。乾隆时，章嘉国师重牒理藩院以闻，命出内帑金，斥而新之。自乾隆丁亥一月即工，其年十有一月毕工。寺有碑一，为乾隆三十二年岁在丁亥仲冬月御笔。寺宇各处现多圮坏，额定喇嘛二十五人。”另有资料称，乾隆三十一年（1766年），修理朝阳门外净住寺，用银17875两。直到1940年代，净住寺依然为喇嘛庙，开展佛教活动。
净住寺位于净住胡同西段南侧，观音寺胡同（后为朝外二条）以东，坐东朝西。中华民国时期废弃，改成民居。1980年代拆除。原址现为悠唐生活广场。